# Cribrogenerina
Cribrogenerina es un género de foraminífero bentónico de la familia Palaeotextulariidae, de la superfamilia Palaeotextularioidea, del suborden Fusulinina y del orden Fusulinida. Su especie tipo es Cribrogenerina sumatrana. Su rango cronoestratigráfico abarca el Pérmico.

## Discusión
Clasificaciones más recientes incluyen Cribrogenerina en el orden Endothyrida, de la subclase Fusulinana y de la clase Fusulinata.

## Clasificación
Cribrogenerina incluye a las siguientes especies:
- Cribrogenerina borealis †
- Cribrogenerina brevicylindrica †
- Cribrogenerina casta †
- Cribrogenerina celebrata †
- Cribrogenerina climacamtninoides †
- Cribrogenerina cylindrica †
- Cribrogenerina guangxiensis †
- Cribrogenerina inepta †
- Cribrogenerina krizi †
- Cribrogenerina macillenia †
- Cribrogenerina nana †
- Cribrogenerina neimengguensis †
- Cribrogenerina nitida †
- Cribrogenerina obesa †
- Cribrogenerina paramultiseptata †
- Cribrogenerina permica †
- Cribrogenerina profunda †
- Cribrogenerina prosphaerica †
- Cribrogenerina sumatrana †
- Cribrogenerina verbeeki †
- Cribrogenerina vermiculata †
- Cribrogenerina xintanensis †
- Cribrogenerina yangquanensis †

Otra especie considerada en Cribrogenerina es:
- Cribrogenerina robustiformis, aceptado como Cribrogoesella robustiformis